# Go-Go Gophers
Go-Go Gophers (The Go Go Gophers Show) è una serie televisiva animata ambientata nel Far West. È stata trasmessa dal 10 settembre 1966 come segmento di Ughetto - Cane perfetto; successivamente è stata ritrasmessa come serie a sé stante sulla CBS, dal 14 settembre 1968 al 6 settembre 1969.

## Personaggi
Penna Rotta (Ruffler Feather)
Doppiato da: Sandy Becker (ed. americana), Gastone Pescucci (ed. italiana)
Fetta Veloce (Running Board)
Doppiato da: George S. Irving (ed. americana), Franco Latini (ed. italiana)
Colonnello Kit Coyote
Doppiato da: Kenny Delmar (ed. americana), Enrico Luzi (ed. italiana)
Sergente Okey Homa
Doppiato da: Sandy Becker (ed. americana), Marco Bonetti (ed. italiana)
Generale Noia

## Episodi
| Nº | Titolo originale                | Titolo italiano                | Prima TV USA      | Prima TV Italia |
| -- | ------------------------------- | ------------------------------ | ----------------- | --------------- |
| 1  | He's for the Berries            | Scorpacciata di more           | 10 settembre 1966 |                 |
| 2  | Swamped                         | Alligatori da guerra           | 17 settembre 1966 |                 |
| 3  | Tanks to the Gophers            |                                | 24 settembre 1966 |                 |
| 4  | Up in the Air                   | Duello aereo                   | 1º ottobre 1966   |                 |
| 5  | The Big Banger                  | Il grande Berto                | 8 ottobre 1966    |                 |
| 6  | Bold as Gold                    | La corsa all'oro               | 15 ottobre 1966   |                 |
| 7  | Who's a Dummy                   | La cattura dei mandarini       | 22 ottobre 1966   |                 |
| 8  | Tapping the Telegraph           | Il telegrafo imbroglione       | 29 ottobre 1966   |                 |
| 9  | Termite Terror                  | L'implacabile nemico           | 5 novembre 1966   |                 |
| 10 | Medicine Man                    | Lo stregone                    | 12 novembre 1966  |                 |
| 11 | Mesa Mess                       | Montagna a sorpresa            | 19 novembre 1966  |                 |
| 12 | Cleveland Indians               | Gli indiani di Cleveland       | 26 novembre 1966  |                 |
| 13 | Gatling Gophers                 | La mitragliera fatta in casa   | 3 dicembre 1966   |                 |
| 14 | Introducing General Nuisance    | Il generale Noia               | 10 dicembre 1966  |                 |
| 15 | Trojan Totem                    | Il totem di Troia              | 17 dicembre 1966  |                 |
| 16 | Moon Zoom                       | La tenda razzo                 | 24 dicembre 1966  |                 |
| 17 | Indian Treasure                 |                                | 31 dicembre 1966  |                 |
| 18 | The Horseless Carriage Trade    |                                | 7 gennaio 1967    |                 |
| 19 | Honey Fun                       |                                | 14 gennaio 1967   |                 |
| 20 | The Colonel Cleans Up           |                                | 21 gennaio 1967   |                 |
| 21 | The Raw Recruits                |                                | 28 gennaio 1967   |                 |
| 22 | Tenshun                         |                                | 4 febbraio 1967   |                 |
| 23 | Cuckoo Combat                   |                                | 11 febbraio 1967  |                 |
| 24 | The Unsinkable Ironclad         | L'inaffondabile Ironclad       | 18 febbraio 1967  |                 |
| 25 | Amusement Park                  | Il parco dei divertimenti      | 16 settembre 1967 |                 |
| 26 | Crash Diet                      | Cura dimagrante                | 23 settembre 1967 |                 |
| 27 | Wild Wild Flowers               | Il pollice verde di zia Flora  | 30 settembre 1967 |                 |
| 28 | Look Out! Here Comes Aunt Flora | Arriva la zia                  | 7 ottobre 1967    |                 |
| 29 | Root Beer Riot                  | Baratto                        | 14 ottobre 1967   |                 |
| 30 | Tricky Teepee Trap              | La tenda-trappola              | 21 ottobre 1967   |                 |
| 31 | Three Ring Circus               | Circo a tre piste              | 28 ottobre 1967   |                 |
| 32 | Don't Fence Me In               | Chi la fa... l'aspetti         | 4 novembre 1967   |                 |
| 33 | Locked Out                      | La chiave burlona              | 11 novembre 1967  |                 |
| 34 | Hotel Headaches                 | Gophers al 'Grand Hotel'       | 18 novembre 1967  |                 |
| 35 | Choo Choo Chase                 | Fermate quel treno             | 25 novembre 1967  |                 |
| 36 | Rocket Ruckus                   | Invasione missilistica         | 2 dicembre 1967   |                 |
| 37 | Go Go Gamblers                  | La ruota della fortuna         | 9 dicembre 1967   |                 |
| 38 | Radio Raid                      | Si salvi chi può               | 16 dicembre 1967  |                 |
| 39 | Steam Roller                    | Schiacciasassi                 | 23 dicembre 1967  |                 |
| 40 | Mutiny a Go-Go                  |                                | 30 dicembre 1967  |                 |
| 41 | Marooned on Cannibal Island     |                                | 6 gennaio 1968    |                 |
| 42 | The Indian Giver                | Rivelatore d'indiani           | 13 gennaio 1968   |                 |
| 43 | The Big Pow-Wow                 | Indiani alla riscossa          | 20 gennaio 1968   |                 |
| 44 | Back to the Indians             | La sconfitta del rivelatore    | 27 gennaio 1968   |                 |
| 45 | California Here We Come         |                                | 3 febbraio 1968   |                 |
| 46 | Blankety-Blank Blanket          | Una coperta contro il gelo     | 10 febbraio 1968  |                 |
| 47 | The Great White Stallion        | Uno stallone per il colonnello | 17 febbraio 1968  |                 |
| 48 | Kitchen Capers                  | Cuochi sopraffini              | 24 febbraio 1968  |                 |